# Yvette Clarke

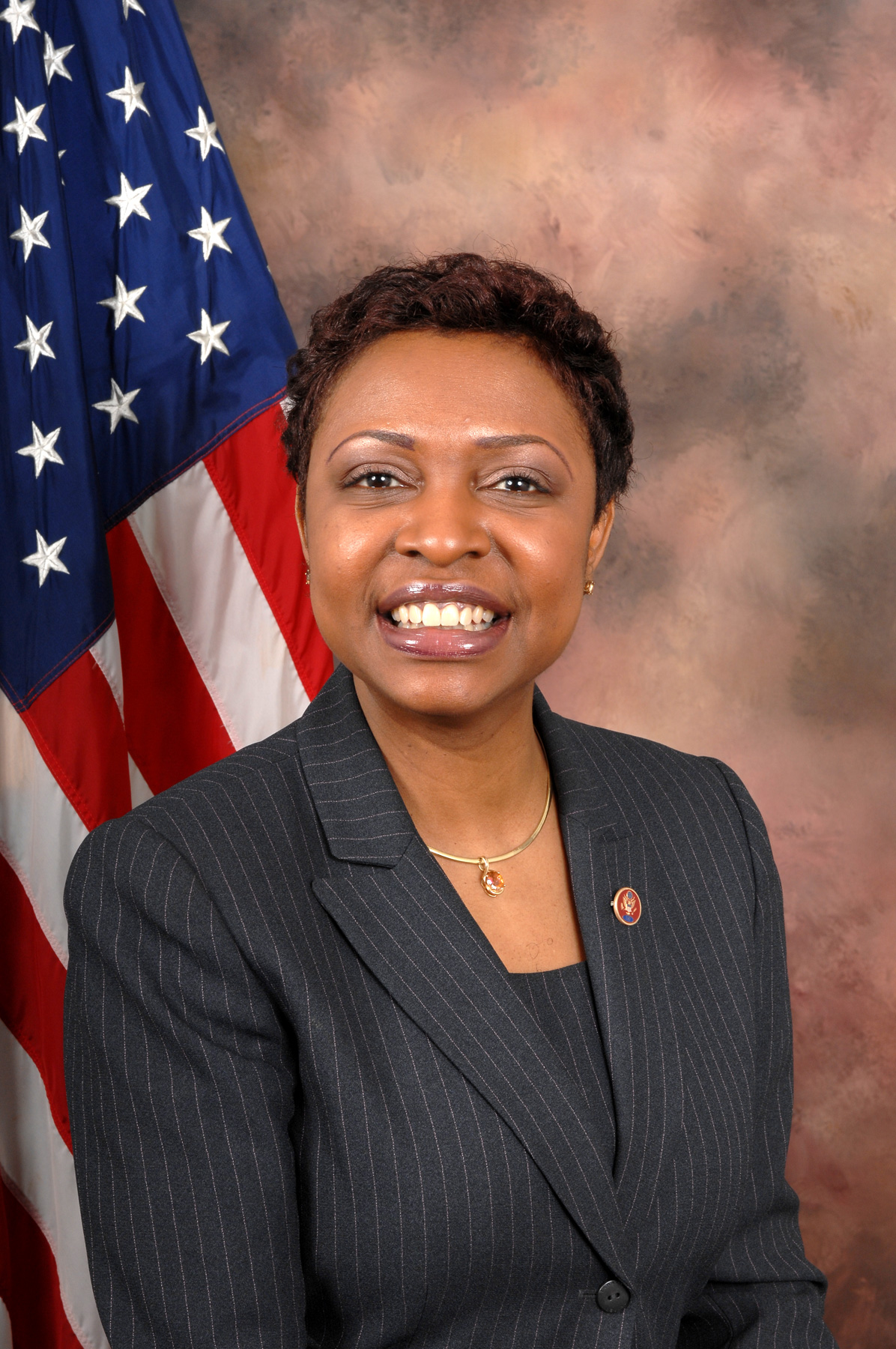
Yvette Clarke

Yvette Diane Clarke (* 21. November 1964 in New York City) ist eine US-amerikanische Politikerin der Demokratischen Partei und seit 2007 Mitglied des Repräsentantenhauses der Vereinigten Staaten für den Bundesstaat New York.

## Biografie
Yvette Clarke wurde als Tochter von jamaikanischen Einwanderern in New York City geboren. Sie besuchte die Edward R. Murrow High School, das Oberlin College in Ohio und das Medgar Evers College, einem Teil der City University of New York. Sie war daraufhin in der freien Wirtschaft tätig. Von 2001 bis zu ihrer Wahl ins US-Repräsentantenhaus war sie Mitglied der Stadtverordnetenversammlung (City Council) der Stadt New York.
Im Jahr 2006 wurde sie als Nachfolgerin von Major Owens für den neunten Kongresswahlbezirk ins Repräsentantenhaus gewählt, der Bereich war zuvor der elfte Wahlbezirk. Der Bezirk umfasst Teile von Brooklyn. Nach bisher neun Wiederwahlen, zuletzt 2024, kann sie ihr Amt bis heute ausüben. Ihre aktuelle Legislaturperiode im Repräsentantenhaus des 117. Kongresses läuft noch bis zum 3. Januar 2027.  Seit 2013 vertritt sie den neunten Kongresswahlbezirk ihres Staates im Repräsentantenhaus. Im Repräsentantenhaus war sie vormals Mitglied im Committee on Education and Labor. Später wurde sie Mitglied im Committee on Homeland Security, im Committee on Small Business und im Committee on Energy and Commerce.
Clarke ist Single und lebt in Brooklyn. Sie ist Mitglied der African Methodist Episcopal Church.